# Hovik Demircsján
Hovik Demircsján (örményül: Հովիկ Դեմիրճյան, görögül: Χοβίκ Ντεμιρτζιάν) vagy művésznevén Hovig (Nicosia, 1989. január 3. –) örmény származású ciprusi énekes. Ő  képviselte Ciprust a 2017-es Eurovíziós Dalfesztiválon Kijevben, a Gravity című dalával. A verseny döntőjében 68 pontottal a huszonegyedik helyen végzett.

## Élete
Hovik Demircsján 1989. január 3-án született a ciprusi Nicosiában. Marketinget tanult és üzleti területen dolgozott, azonban hamar felhagyott ezzel, hogy énekesi karrierbe kezdjen. Megtanult gitározni és zongorázni, emellett dzsesszt és éneklést is tanult. Első jelentősebb sikere az volt, hogy a második helyezést ért el egy lárnakai zenei versenyen.

## Karrier

### The X Factor Greece
2009-ben részt vett a görög ANT1 televízió által sugárzott The X Factor Greece második évadában. A meghallgatáson a görög nyelvű Pote című dalt énekelte, és bekerült a 16–24 éves fiúk kategóriába, amelynek mentora Níkosu Muratídisz volt. Az első élő adásban a The Fray How to Save a Life című dalát énekelte, a második héten pedig az örmény Menos ektos című dalt Elefthería Arvanitakitól. A harmadik héten Ray Charles és Joe Cocker Unchain My Heart című dalát adta elő, majd a negyedik héten a Bon Jovi You Give Love a Bad Name című számát, az ötödik héten pedig a The Beatles és Joe Cocker With a Little Help from My Friends című dalát. Később többek között elénekelte a The Rolling Stones (I Can't Get No) Satisfaction, Robbie Williams Feel, Joe Cocker You Can Leave Your Hat On és James Brown It's a Man's Man's Man's World című dalait is. A tizenegyedik élő műsorban két dalt adott elő: Antonísz Rémosz görög nyelvű Poú na szai című dalát, valamint Lionel Richie Hello című számát. Végül a verseny hetedik helyén végzett.

### Eurovíziós Dalfesztivál

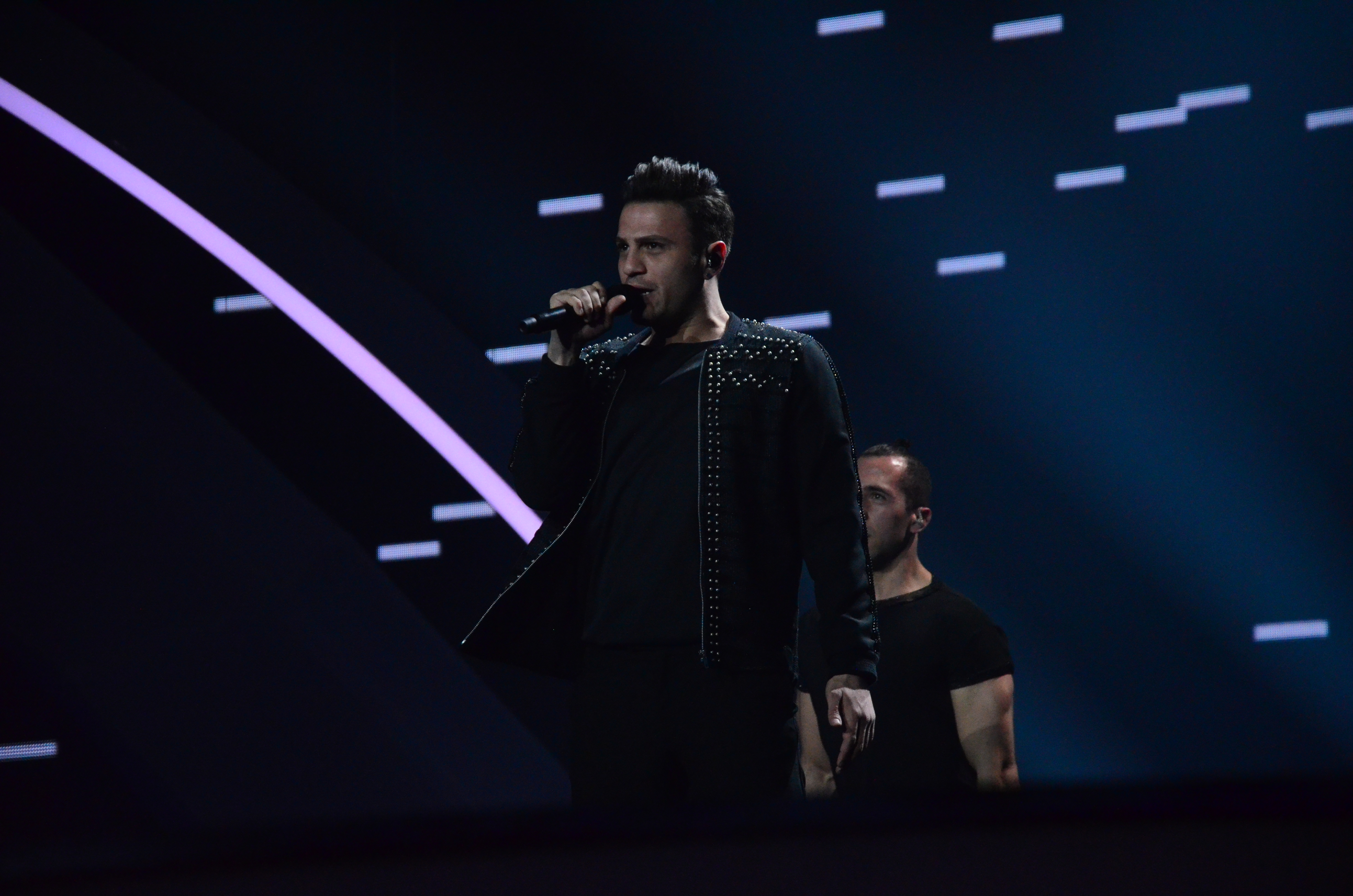
Hovig a 2017-es Eurovíziós Dalfesztiválon

A The X Factor Greece után kétszer is próbálkozott Ciprus képviseletével az Eurovíziós Dalfesztiválon: 2010-ben és 2015-ben. 2010-ben a Goodbye című dallal a harmadik, 2015-ben a Stone in a River című dallal a negyedik lett a nemzeti válogatóban.
2016. október 21-én bejelentették, hogy ő lesz Ciprus versenyzője a 2017-es Eurovíziós Dalfesztiválon. A versenydalát, a Gravity-t a svéd zeneszerző, Thomas G:son írta, és 2017. március 1-jén jelent meg. Az első elődöntőben lépett színpadra, és továbbjutott a döntőbe, ahol a huszonegyedik helyen végzett. A következő két évben ő volt a ciprusi zsűri szóvivője a dalfesztivál döntőjében.

## Diszkográfia

### Kislemezek
| Cím                                            | Év   |
| ---------------------------------------------- | ---- |
| Δεν μού μιλάς αληθινά - ἱστορία έχει τελειώσει | 2009 |
| Ξανά                                           | 2010 |
| Goodbye                                        | 2010 |
| Μυστικά                                        | 2012 |
| Εγω Για Μένα                                   | 2013 |
| Stone in a River                               | 2015 |
| Gravity                                        | 2017 |

## Fordítás
- Ez a szócikk részben vagy egészben  a   Hovig Demirjian című német Wikipédia-szócikk fordításán alapul.  Az eredeti cikk szerkesztőit annak laptörténete sorolja fel. Ez a jelzés csupán a megfogalmazás eredetét és a szerzői jogokat jelzi, nem szolgál a cikkben szereplő információk forrásmegjelöléseként.
- Ez a szócikk részben vagy egészben  a   Hovig Demirjian című angol Wikipédia-szócikk fordításán alapul.  Az eredeti cikk szerkesztőit annak laptörténete sorolja fel. Ez a jelzés csupán a megfogalmazás eredetét és a szerzői jogokat jelzi, nem szolgál a cikkben szereplő információk forrásmegjelöléseként.